# Psyllo nitida
Genre
Espèce
Psyllo nitida, unique représentant du genre Psyllo, est une espèce d'araignées aranéomorphes de la famille des Araneidae.

## Distribution
Cette espèce se rencontre au Cameroun et au Congo-Kinshasa.

## Publication originale
- Thorell, 1899 : Araneae Camerunenses (Africae occidentalis) quas anno 1891 collegerunt Cel. Dr Y. Sjöstedt aliique. Bihang till Kungliga Svenska Vetenskaps-Akademiens Handlingar, vol. 25, no 1, p. 1-105.